# Associazione Calcio Cuneo 1905 2006-2007
Questa voce raccoglie le informazioni riguardanti  l'Associazione Calcio Cuneo 1905 nelle competizioni ufficiali della stagione 2006-2007.

## Rosa
| N. |                   | Ruolo | Calciatore         |
| -- | ----------------- | ----- | ------------------ |
|    | Italia (bandiera) | D     | Davide Canini      |
|    | Italia (bandiera) | D     | Alfio Cantone      |
|    | Italia (bandiera) | D     | Riccardo Chechi    |
|    | Italia (bandiera) | C     | Marco Cristini     |
|    | Benin (bandiera)  | A     | Damien Chrysostome |
|    | Italia (bandiera) | A     | Nico De Lucia      |
|    | Italia (bandiera) | D     | Marco Didu         |
|    | Italia (bandiera) | A     | Andrea Fabbrini    |
|    | Italia (bandiera) | C     | Emanuele Ferrari   |
|    | Italia (bandiera) | D     | Gabriele Fornoni   |
|    | Italia (bandiera) | D     | Mirko Garaffoni    |
|    | Italia (bandiera) | C     | Marco Garavelli    |
|    | Italia (bandiera) | D     | Tiziano Glauda     |

| N. |                    | Ruolo | Calciatore             |
| -- | ------------------ | ----- | ---------------------- |
|    | Italia (bandiera)  | A     | Ivan Iacona            |
|    | Italia (bandiera)  | C     | Matteo Longhi          |
|    | Italia (bandiera)  | C     | Emiliano Maddè         |
|    | Italia (bandiera)  | D     | Francesco Madrigano    |
|    | Italia (bandiera)  | P     | Antonio Maio           |
|    | Italia (bandiera)  | P     | Cristian Mandrelli     |
|    | Romania (bandiera) | A     | Sebastian Petrașcu     |
|    | Italia (bandiera)  | C     | Riccardo Riva          |
|    | Italia (bandiera)  | C     | Davide Rossi           |
|    | Italia (bandiera)  | C     | Davide Ruscitti        |
|    | Italia (bandiera)  | C     | Matteo Solari          |
|    | Italia (bandiera)  | A     | Adriano Alex Taribello |